# دوموس دی یاناس

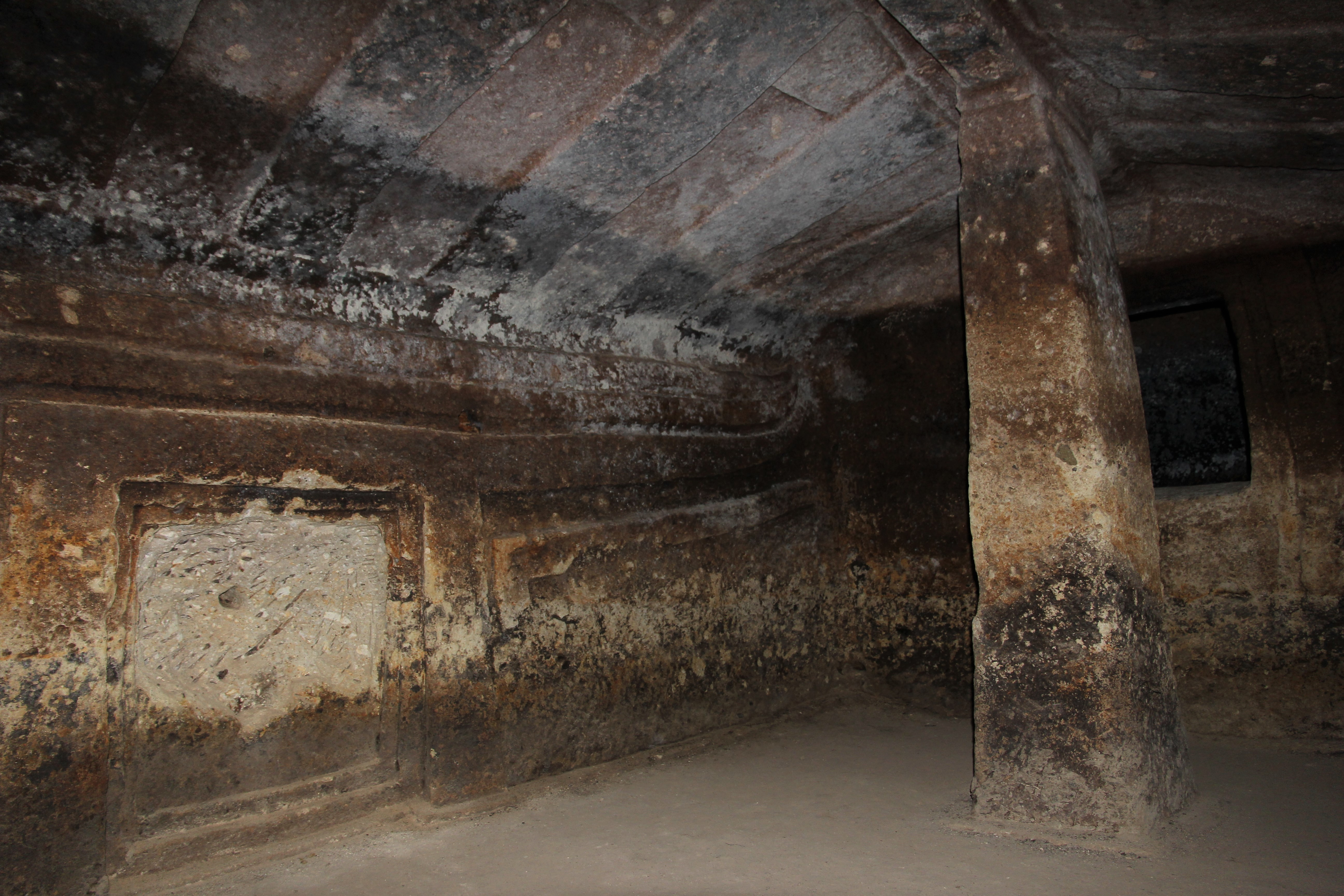
گورستان مونت سیسری، پوتیفیگاری

دوموس دی یاناس (ساردنیایی: Domus de Janas؛ به معنای «خانه پری‌ها» یا به عبارت دیگر «خانه جادوگران») گونه‌ای از آرامگاه‌های حجره‌ای است که در جزیره ساردینیا یافت می‌شود. این آرامگاه‌ها از چندین اتاق تشکیل شده‌اند که توسط مردم سان سیریاکو از طریق فرهنگ‌های اوزیری و فرهنگ‌های پسین استخراج شده‌اند و در چیدمان شبیه خانه هستند.
این آرامگاه‌ها عمدتاً میان سال‌های ۳۴۰۰ تا ۲۷۰۰۰ پیش از میلاد ساخته شده‌اند و پیشینه آن‌ها به اواخر دوران نوسنگی، مس‌سنگی و ابتدای عصر برنز می‌رسد. یکی از گورستان‌ها، آنگلو رویویو، در نزدیکی آلگرو، درون خود ۳۸ مقبره دارد. سایر سایتهای بزرگ عبارتند از مونته سو در نزدیکی ویلاپروچیو، و سانت آندریا پریو در بونوروا. بسیاری دیگر از گورستان‌های دوموس دی یاناس را می‌توان در سراسر جزیره ساردینیا یافت، به استثنای گالورا (جایی که متوفیان معمولاً در خرسنگ دفن می‌شدند).

## کتابشناسی
- Giovanni Lilliu, La civiltà dei Sardi dal neolitico all'età dei nuraghi, Torino, Edizioni ERI, 1967
- AA.VV. La civiltà in Sardegna nei secoli, Torino, Edizioni ERI
- AA.VV. , Ichnussa. Sardegna dalle origini all'età classica, Milano, 1981
- Alberto Moravetti, Guide archeologiche Sardegna 2, 1995